# Matrículas automovilísticas de Uruguay

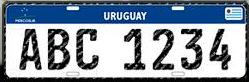
Matrícula unificada de Mercosur, en uso desde 2015 hasta el presente.

Las matrículas vehiculares de Uruguay (también llamadas patente de rodados, chapas patentes o simplemente patentes) se usan para la identificación de vehículos.

## Historia
Hasta comienzos de los años 2000, los códigos, diseños, tamaños y colores de las placas vehiculares variaban en cada departamento. En el año 2001, por acuerdo del Congreso Nacional de Intendentes, se decidió implementar el nuevo sistema alfanumérico (de 3 letras y 4 números) para todo el país. Durante ese año y comienzos del año 2002 se adoptó el nuevo sistema en Montevideo, que se fue extendiendo por todos los departamentos del país, excepto Maldonado y Salto. En marzo de 2015 se comenzó a implementar la Patente Única del Mercosur, la cual es obligatoria desde 2016.
Maldonado fue el único departamento que no adoptó el nuevo sistema alfanumérico de matrículas para automóviles durante la primera década de los años 2000 (como el resto de los departamentos), excepto para motocicletas y algunas matrículas especiales (como las de ediles, intendencia, oficiales, de turismo, transporte profesional de carga, taxis y remises). Finalmente, el 4 de enero de 2019 el departamento comenzó a implementar las matrículas Mercosur, con la particularidad de indicar cada municipio mediante un distintivo agregado debajo de la chapa patente (además de la segunda letra de la serie).

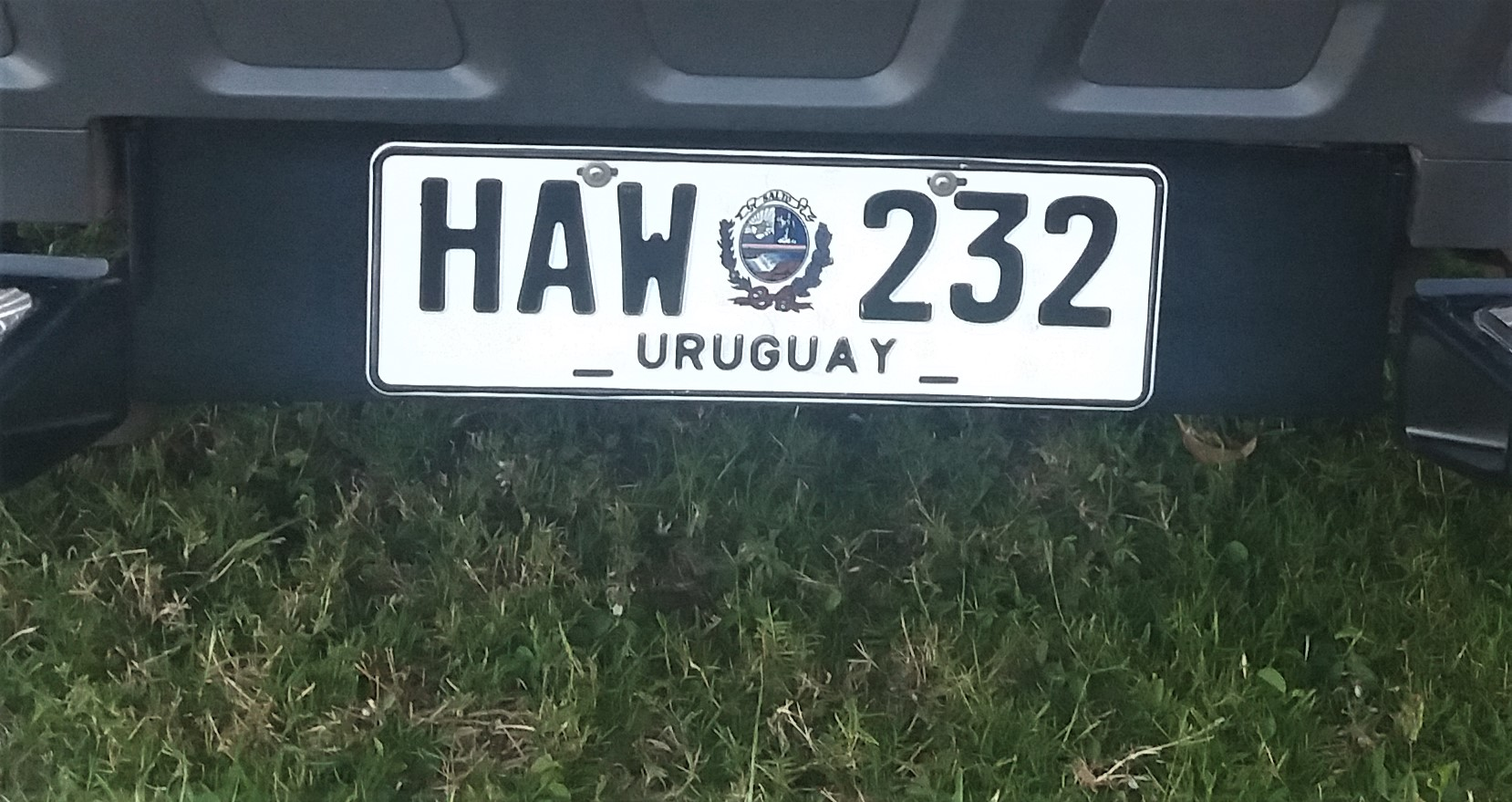
Matricula de vehículo particular de Salto, se usó desde principios de los 2000 hasta marzo de 2015. Comenzó con la combinación HAA y se dejó de usar en la combinación HBI. Iba desde el número 001 hasta el 999.

En el caso de Salto adoptó un sistema alfanumérico de 3 letras y 3 números, con el escudo del departamento de mayor tamaño que otros departamentos en el centro de la matrícula. En 2015 se implemento la patente Mercosur con 3 letras y 4 números comenzando desde HAA 1000.

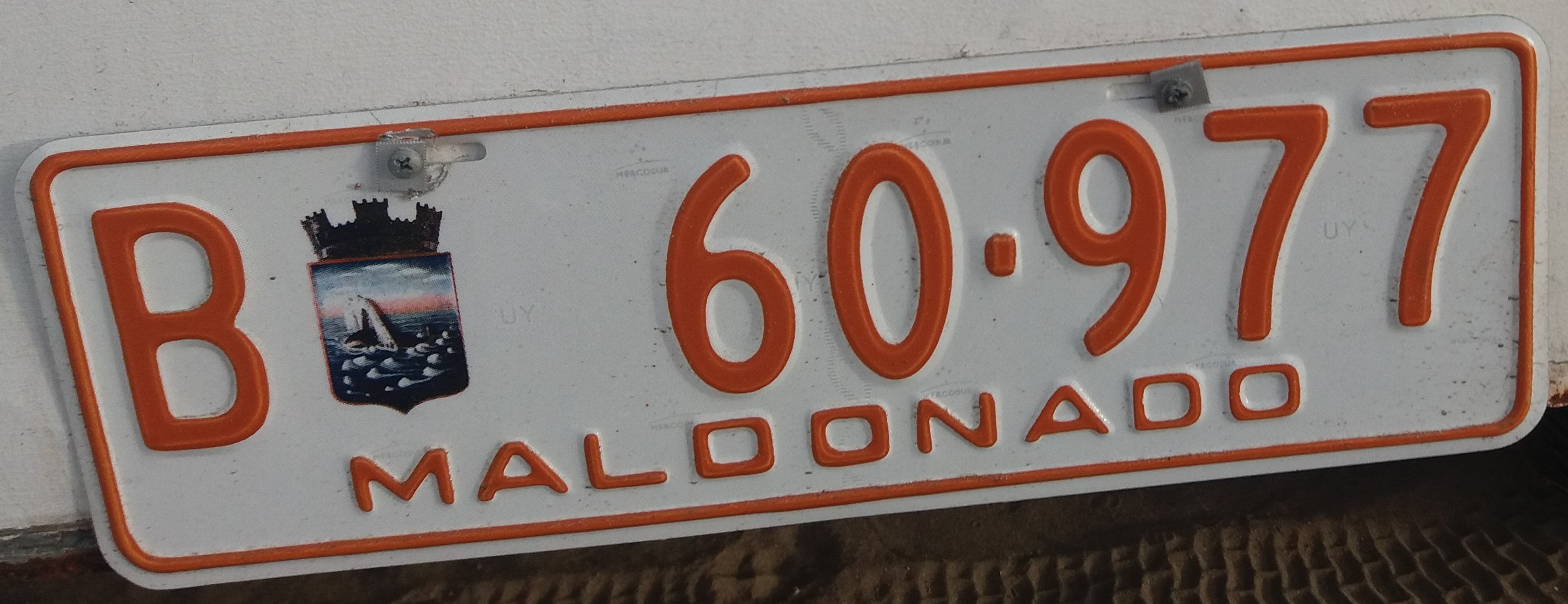
Matrícula de remolque de Maldonado, tiene los mismos sellos de seguridad que las matrículas del Mercosur.

### Patente única
El problema sobre lo que en Uruguay se denomina "patente única", no se refería al formato de las matrículas sino al costo del tributo por patente de rodados. Cada gobierno departamental podía determinar montos distintos para las patentes correspondientes a su departamento, lo que generaba que muchas personas empadronen sus vehículos en departamentos donde no residían ni trabajaban.
Esto generó diversos conflictos entre intendencias, en lo que se ha llamado coloquialmente “guerra de patentes”, por lo que el parlamento promulgó a fines del año 2008 una ley de empadronamiento, que ha llevado a fiscalizar por parte de algunos gobiernos departamentales, a vehículos que circulan con matrículas de otro departamento, exigiéndoles a los propietarios de los mismos documentación que certifique que viven en el departamento donde tienen empadronado su vehículo. Sin embargo, posteriormente se alcanzó a un acuerdo entre las intendencias de no empadronar vehículos de otros departamentos.
Desde hacía varias décadas atrás se había intentado unificar criterios para lograr un valor de patente de rodados único a nivel nacional. Recién en el año 2011 se pudo lograr un acuerdo entre las distintas intendencias, en el Congreso de Intendentes, junto con la participación del Gobierno Nacional. El 15 de septiembre de 2011 el Congreso de Intendentes aprobó por unanimidad la creación del Sistema Único de Cobro de Ingresos Vehiculares (Sucive), el cual debió ser tratado en el parlamento, mediante el cual se habilita una patente única de rodados en todo el país. Finalmente, en diciembre del mismo año, luego de ser aprobado por el parlamento, y tras un año de negociación entre el Congreso Nacional de Intendentes y Presidencia de la República, el acuerdo fue ratificado por el Poder Ejecutivo y aprobado por todos los intendentes, con lo cual comenzó a implementarse a partir del 2 de enero de 2012.

## Formato

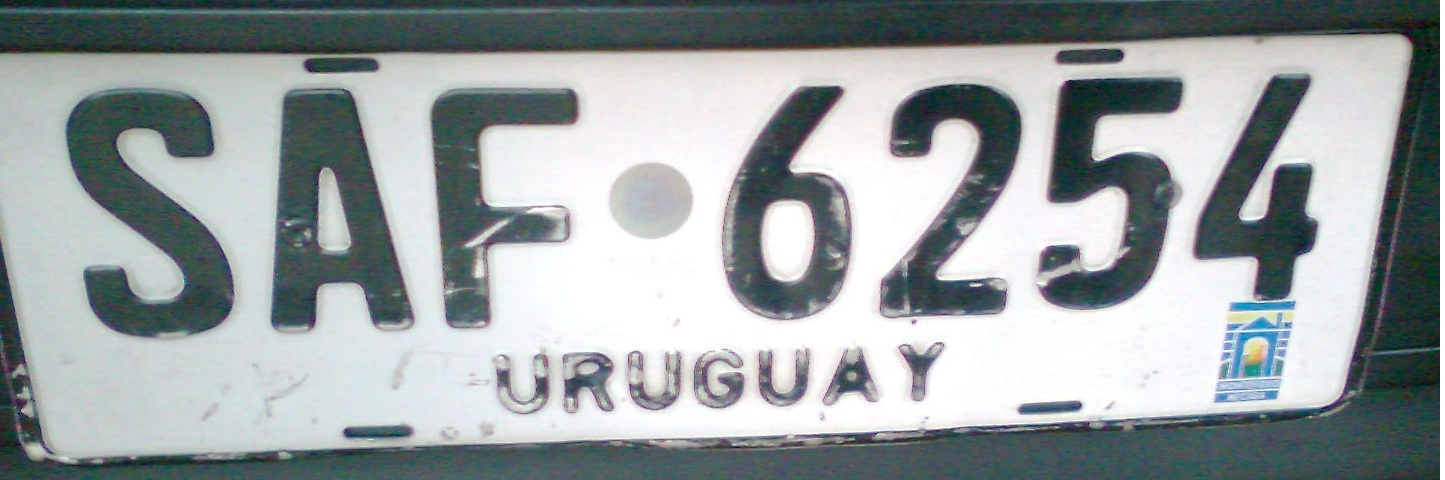
Matrícula de Uruguay.

Desde comienzos de la década del 2000, todas las matrículas del país presentan el mismo formato. Poseen un sistema alfanumérico que consta de tres letras y cuatro números (ABC 1234). Por otra parte, al igual que todas las matrículas Mercosur, presentan en la parte superior una franja azul horizontal con el emblema del Mercosur, la leyenda «Uruguay» y la bandera uruguaya.

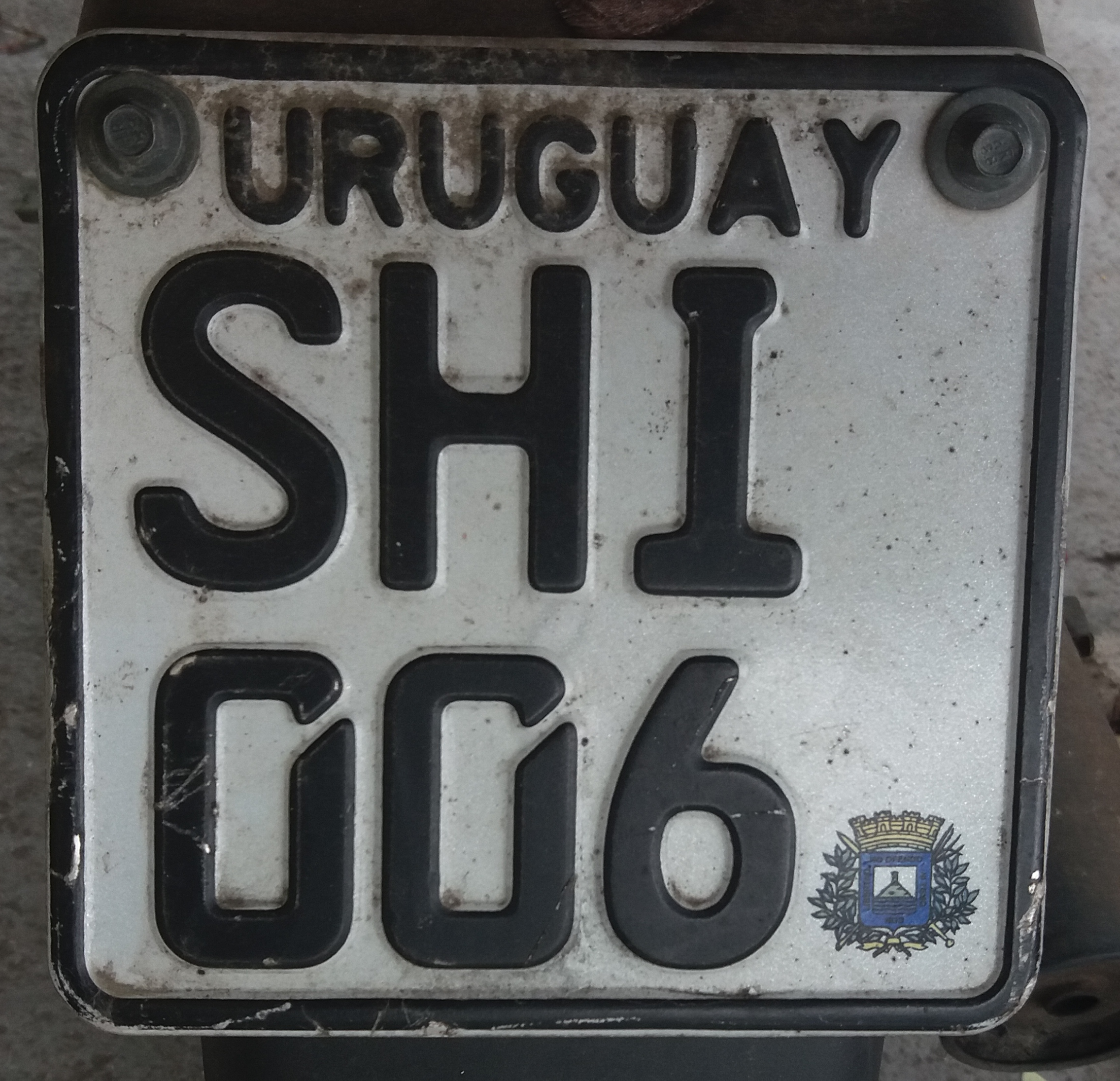
Matrícula de moto de Uruguay.

El sistema alfanumérico establece un mismo criterio para las matrículas (mismos colores, mismos códigos, etc.). Utiliza los mismos caracteres diseñados en Alemania (FE-Schrift), los cuales presentan varias ventajas, como prevenir la falsificación de matrículas y evitar confusiones entre los mismos (por ejemplo, entre el número 0 y la letra O).
La primera letra de la serie corresponde a uno de los departamentos de Uruguay, no estando presente la letra Ñ. La secuencia comienza desde del departamento de Canelones, en sentido antihorario, desde afuera hacia adentro, hasta Tacuarembó, y finalizando con Montevideo:
- A - Canelones
- B - Maldonado
- C - Rocha
- D - Treinta y Tres
- E - Cerro Largo
- F - Rivera
- G - Artigas
- H - Salto
- I - Paysandú
- J - Río Negro
- K - Soriano
- L - Colonia
- M - San José
- N - Flores
- O - Florida
- P - Lavalleja
- Q - Durazno
- R - Tacuarembó
- S - Montevideo

Además, en la mayoría de los departamentos del interior del país (es decir, todos menos Montevideo), se identifican los distintos municipios o las distintas localidades con la segunda letra de la serie —y en algunos casos con la segunda y la tercera—, en el caso de los vehículos particulares. Un ejemplo de esto es la serie JFB, donde J indica el departamento de Río Negro, y FB la localidad de Fray Bentos.
Previo a la implementación de la Patente Única del Mercosur, las matrículas de las motocicletas constaban de tres letras y tres números (ABC 123). A su vez, todas las matrículas presentaban el escudo departamental (ubicado en el centro de la placa, entre las letras y los números, o en la parte inferior derecha), el símbolo de la intendencia correspondiente a dicho departamento (ubicado en la parte inferior derecha) o un símbolo especial correspondiente a un tipo de matrícula, como las utilizadas para vehículos del Ejército Nacional.

### Matrículas especiales
Ciertos vehículos dedicados a diferentes funciones (es decir, los que no son de particulares en la mayoría de los casos) poseen combinaciones especiales de letras y colores en las placas que no poseen las de los vehículos comunes. Estas combinaciones se ubican (salvo excepciones) en las dos últimas letras de la serie. Casi todas las matrículas especiales tienen la leyenda «Uruguay» y a algunas se les agrega otra leyenda, según la afectación del vehículo.
Vehículos particulares: caracteres y bordes negros
- DI: para personas con discapacidad. También presentan el distintivo de la silla de ruedas.
- ME: para médicos. También presenta una cruz verde como distintivo adicional.

Cuerpo diplomático: caracteres y bordes dorados
- CC: para Cuerpo consular.
- CD: para Cuerpo Diplomático.
- OI: para Organismos Internacionales.
- AT: para Admisión Temporaria - Administrativos y Técnicos.
- NG: para Organizaciones No Gubernamentales Internacionales.

Vehículos gubernamentales: caracteres y bordes azules
- OF: para vehículos oficiales.
- ED: para ediles.
- ID: para vehículos de la Intendencia Departamental.
- JD: para vehículos de la Junta Departamental.
- PL: para vehículos del Poder Legislativo.
- PE: para vehículos del Poder Ejecutivo.
- PJ: para vehículos del Poder Judicial.
- MD: para vehículos del Ministerio de Defensa.
- MI: para vehículos del Ministerio del Interior.

Vehículos de transporte comercial: caracteres y bordes rojos
- AL o LQ: vehículos de alquiler.
- TP: transporte pesado.
- RE: remises.

Vehículos de traslado y temporales: caracteres y bordes verdes
- ES: vehículos escolares.
- TX: taxis.
- AM: ambulancias.
- TU: vehículos de turismo.
- TC: transporte colectivo.
- TI: transporte interurbano.
- AT: vehículos de admisión temporaria.
- PR: vehículos de prueba.
- DP: vehículos deportivos.
- VC: vehículos clásicos.

### Nomenclaturas utilizadas antes de la Patente Única del Mercosur
Las siguientes iniciales de matrículas especiales se emplearon para empadronar vehículos en un departamento determinado de los 19 que componen la República Oriental del Uruguay, estas denominaciones siguen a la letra que identifica al departamento, S Montevideo Taxi STX:
- DU (Demostración usado; caracteres y borde amarillo con fondo rojo; con la leyenda "Demost. Usado")
- AT (Admisión Temporaria); caracteres y borde verde con fondo blanco.
- CC (Cuerpo Consular); caracteres y borde negro con fondo blanco.
- CD (Cuerpo Diplomático); caracteres y borde negro con fondo blanco.
- OI (Organismos Internacionales); caracteres y borde negro con fondo blanco.
- NG (Organizaciones No Gubernamentales); caracteres y borde negro con fondo blanco.
- PR (Prueba; caracteres y borde negro con fondo rojo, o letras, números y borde blanco y fondo rojo, o letras, números y borde rojo y fondo naranja; con la leyenda "Prueba")
- PR (Provisoria; caracteres y borde blanco con fondo rojo; con la leyenda "Provisorio")
- PE (Permiso; caracteres y borde rojo con fondo blanco)
- AL (Vehículos de alquiler; caracteres y borde negro con fondo blanco, o caracteres y borde negro con fondo amarillo, o caracteres y borde negro con fondo anaranjado, o caracteres y borde blanco con fondo anaranjado; con la leyenda "Uruguay" en la mayoría de departamentos, solo en Salto y Colonia se agrega la leyenda "Alquiler")
- DA (Vehículos de alquiler; caracteres y borde blanco con fondo rojo; con la leyenda "Alquiler")
- HA (Vehículos de alquiler; caracteres y borde negro con fondo rojo, o caracteres y borde negro con fondo anaranjado; con la leyenda "Alquiler")
- DP (Deportivo; caracteres y borde negro con fondo blanco; con la leyenda "Depórtivo"; esta matrícula es utilizada en algunos departamentos para identificar autos de competición, como los de rally, que ingresan en régimen de admisión temporaria).
- EX (Exonerado; caracteres y borde negro con fondo blanco, o caracteres y borde rojo con fondo amarillo; también aplica en motos)
- DI (Discapacitados; caracteres y borde negro con fondo blanco, o caracteres y borde negro con fondo anaranjado; con el distintivo de la silla de ruedas (en Canelones no se agrega este símbolo))
- AM (Ambulancias; caracteres y borde verde con fondo blanco)
- ME (Médico; caracteres y borde verde con fondo blanco; con el distintivo de la cruz verde)
- TX (Taxis; caracteres y borde negro con fondo amarillo; solamente con la leyenda "Taxi", excepto en departamentos fronterizos donde se agrega la leyenda "Uruguay")
- RE (Remises; caracteres y borde blanco con fondo verde, o caracteres y borde negro con fondo verde, o caracteres y borde negro con fondo amarillo, o caracteres y borde azul con fondo blanco; solamente con la leyenda "Remise")
- RA (Remises; caracteres y borde rojo con fondo verde; con la leyenda "Remise")
- TU (Turismo; caracteres y borde blanco con fondo celeste, o caracteres y borde azul con fondo blanco, o caracteres y borde amarillo con fondo celeste, o caracteres y borde rojo con fondo amarillo; con la leyenda "Turismo")
- MT (Turismo; caracteres y borde negro con fondo amarillo; con la leyenda "Turismo")
- ES (Transporte de Escolares; caracteres y borde amarillo con fondo verde, o caracteres y borde rojo con fondo blanco, o caracteres y borde blanco con fondo rojo, o caracteres y borde negro con fondo amarillo; solamente con la leyenda "Escolar", en Canelones la leyenda es solamente "Uruguay")
- TD (Transporte de Escolares discapacitados; caracteres y borde rojo con fondo azul)
- TC (Transporte Colectivo; caracteres y borde amarillo con fondo celeste, o caracteres y borde negro con fondo blanco, o caracteres y borde azul con fondo blanco, o caracteres y borde negro con fondo amarillo, o caracteres y borde negro con fondo anaranjado. En Flores se agrega la leyenda "Omnibus" a la izquierda de "Uruguay")
- TI (Transporte Interurbano; caracteres y borde rojo con fondo azul, o caracteres y borde negro con fondo blanco)
- TP (Transporte profesional de carga; caracteres y borde blanco con fondo rojo, o caracteres y borde negro con fondo blanco; con la leyenda "Carga", en Río Negro y Colonia la leyenda es solamente "Uruguay")
- TM (Transporte mediano; caracteres y borde negro con fondo blanco)
- TA (Transporte con acoplado; caracteres y borde negro con fondo blanco)
- TR (Transporte con remolque; caracteres y borde negro con fondo blanco, o caracteres y borde negro con fondo verde, o caracteres y borde blanco con fondo verde)
- TZ (Transporte con remolque; caracteres y borde negro con fondo blanco)
- MZ (Transporte con remolque; caracteres y borde blanco con fondo rojo)
- ZZ (Vehículos con tráiler; caracteres y borde negro con fondo blanco)
- MA (Maquinaria; caracteres y borde negro con fondo blanco. No aplica en Cerro Largo, Soriano, Colonia y Lavalleja (sus series con "MA" son vehículos particulares))
- MV (Maquinaria vial; caracteres y borde negro con fondo rojo)
- RO (Casa rodante; caracteres y borde negro con fondo blanco)
- IM (Intendencia Municipal, caracteres y borde rojo con fondo blanco, o caracteres y borde azul con fondo blanco, o caracteres y borde blanco con fondo celeste, o caracteres y borde blanco con fondo rojo. En Paysandú y Colonia se agrega la leyenda "Oficial". Treinta y Tres, Artigas, Soriano y Lavalleja no usan estas matrículas especiales para vehículos de sus respectivas I. M., en cambio se empadronan como Oficiales (OF); si estas matrículas tienen un número pertenecen a Intendentes, en este caso las posibles leyendas pueden ser solamente "Montevideo" para las matrículas SIM y "Uruguay" en otros casos)
- JD (Junta Departamental; caracteres y borde azul con fondo blanco, o caracteres y borde blanco con fondo rojo oscuro; solamente con la leyenda "J. Departamental". Presenta de 1 hasta tres números y los íconos departamentales según la Intendencia (generalmente el escudo departamental al centro))
- ED (Edil departamental; caracteres y borde azul con fondo blanco; con la leyenda "Edil". Presenta solo 2 números y a la derecha el período de Gobierno)
- ED (Edil Departamental; caracteres y borde rojo con fondo blanco, o caracteres y borde azul con fondo blanco, o caracteres y borde blanco con fondo rojo; con la leyenda "Edil" u "Oficial")
- CM (Concejal Municipal; caracteres y borde azul con fondo blanco; con la leyenda "Consejal Municipal")
- DI (Diputado; caracteres y borde azul con fondo blanco)
- RN (Representante nacional; caracteres y borde azul con fondo blanco, o caracteres y borde blanco con fondo rojo)
- PL (Poder Legislativo; caracteres y borde azul con fondo blanco)
- PE (Presidencia; caracteres y borde azul con fondo blanco; con la leyenda "Presidencia". Presenta solo 2 números y en el centro el escudo uruguayo)
- PE (Poder Ejecutivo; caracteres y borde azul con fondo blanco o caracteres y borde blanco con fondo celeste; la leyenda puede ser solamente una de las siguientes: "Uruguay", "Presidencia" o "Presidente J. Departamental". Presenta al menos un número y los íconos departamentales)
- PJ (Poder Judicial; caracteres y borde azul con fondo blanco, o caracteres y borde rojo con fondo blanco, o caracteres y borde negro con fondo blanco; con la leyenda "Judicial")
- OF (Oficial; caracteres y borde azul con fondo blanco, o caracteres y borde blanco con fondo celeste, o caracteres y borde rojo con fondo blanco; con la leyenda "Oficial". Puede tener 1, 3 (para cualquier vehículo de Salto) o 4 números, aplica también a motos)
- MI (Ministerio del Interior; caracteres y borde azul con fondo blanco. Presenta solo 2 letras y un número más en la serie; con la leyenda "Oficial")
- MP (Ministerio Público; caracteres y borde azul con fondo blanco; con la leyenda "Fiscal" (la cual no tiene biselado al igual que "Uruguay"). No se usa en motos)

#### Usadas en un solo departamento
Las siguientes matrículas especiales son exclusivas de un departamento y son series fijas, por lo tanto ninguna de las tres letras varía al poder empadronarse vehículos con estas matrículas solo en esos departamentos:
Canelones
- AIC (Intendencia de Canelones, caracteres y borde rojo con fondo blanco; solamente con la leyenda "Uruguay". También aplica en motos.)

Rocha
- CCM (Camiones de mercaderías; caracteres y borde negro con fondo blanco. Aplica solo en Rocha al no usarse CTP (Transporte Profesional de Carga))
- CCZ (Transporte con remolque; caracteres y borde negro con fondo blanco)

Artigas
- GAM, GBM (Médico; caracteres y borde verde con fondo blanco; con el distintivo de la cruz verde. La segunda letra indica la localidad de Artigas)
- GAO, GBO (Ómnibus Interdepartamental; caracteres y borde negro con fondo amarillo; solo con la leyenda "Uruguay". La segunda letra indica la localidad de Artigas)
- GAR, GBR (Remises; caracteres y borde negro con fondo amarillo; con la leyenda "Remise - Uruguay". Se usa solo en Artigas y la segunda letra indica la localidad)
- GAT, GBT (Taxis; caracteres y borde negro con fondo amarillo; con la leyenda "Taxi", la segunda letra indica la localidad de Artigas)
- GAE (Transporte de Escolares; caracteres y borde negro con fondo amarillo; con la leyenda "Escolar". Se usa solo en Artigas)
- GTC (Transporte de carga; caracteres y borde negro con fondo blanco. Empleada solo en Artigas, a veces se agrega la leyenda "Carga")

Salto
- HOM (Ómnibus Interdepartamental; caracteres y borde rojo con fondo azul)

Montevideo
- SAT (Admisión Temporaria; caracteres y borde blanco con fondo naranja. No se usa en motos)

- SCC (Cuerpo Consular; caracteres y borde negro con fondo blanco)
- SCD (Cuerpo Diplomático; caracteres y borde negro con fondo blanco)
- SMI (Ministerio del Interior, caracteres y borde azul con fondo blanco; con la leyenda "Oficial". Igual para todo el país. Aplica también en motos (3 números))
- SMP (Ministerio del Interior; utilizado para motos (presenta 3 números), caracteres y borde azul con fondo blanco. Igual para todo el país)
- SJP (Jefatura de Policía; utilizado para motos (presenta 3 números), caracteres y borde azul con fondo blanco. Igual para todo el país)

#### Fuerzas Armadas del Uruguay
Estas matrículas no utilizan los íconos que normalmente corresponderían a una Intendencia sino que un emblema mostrado siempre al centro perteneciente a una de las tres ramas de las Fuerzas Armadas del Uruguay, las series de estas matrículas son iguales en todo el país.
- ENA (Ejército Nacional - Administrativo; caracteres y borde negro con fondo blanco.)

- ENT (Ejército Nacional - Táctico; caracteres y borde negro con fondo blanco.)
- E (Ejército Nacional; utilizado para motos (presenta 3 números), con caracteres y borde negro con fondo blanco.)
- FAU (Fuerza Aérea Uruguaya; caracteres y borde negro con fondo blanco.)
- ARN (Armada Nacional; caracteres y borde negro con fondo blanco.)
- ANA (Aviación Naval; Caracteres y borde azul con fondo blanco.)

### Formatos antiguos
Maldonado
Desde el año 1992 este departamento contó con el formato B 123·456. La letra B corresponde al departamento; a su derecha se coloca el escudo departamental y después un código de 3 a 6 números, que, junto con los colores de la placa/chapa indican la función del rodado. Además, el primer número indica en qué localidad está empadronado un vehículo, y eso se ve reflejado en la leyenda que se muestra abajo en mayúscula y sin acentos.

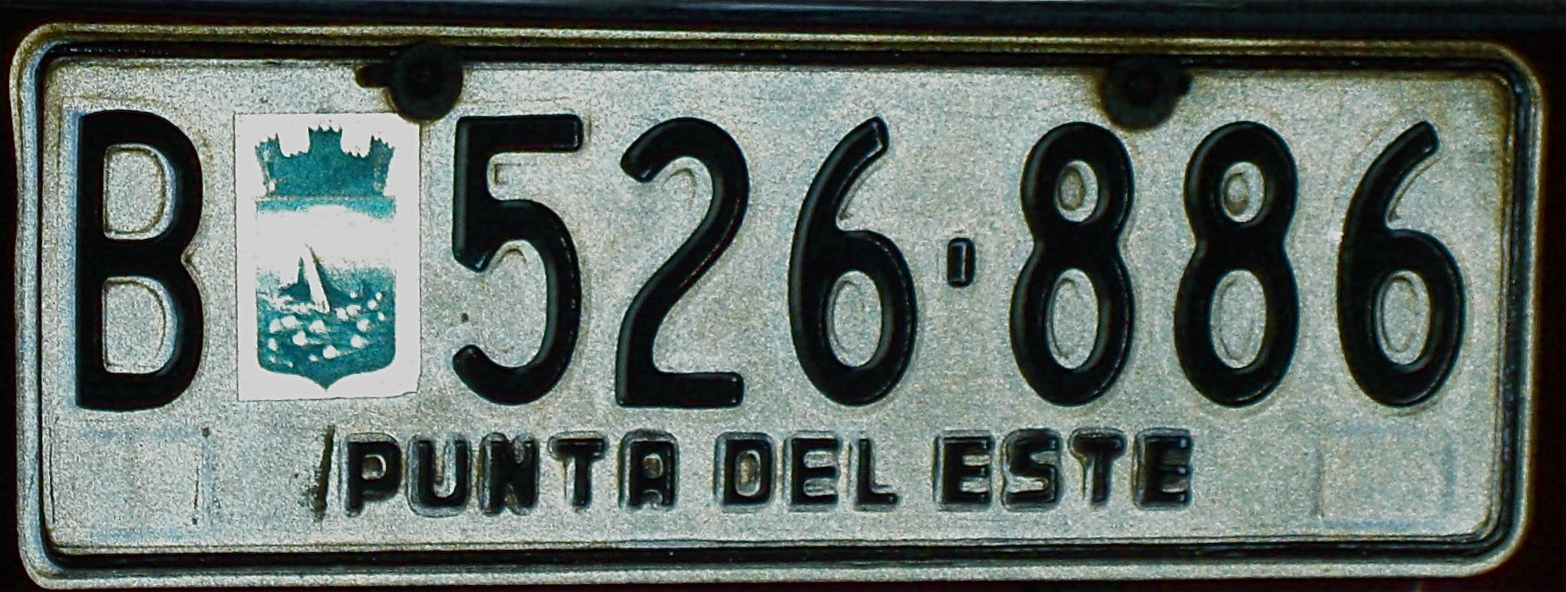
Matrícula de Punta del Este.

## Galería

Matrículas especiales
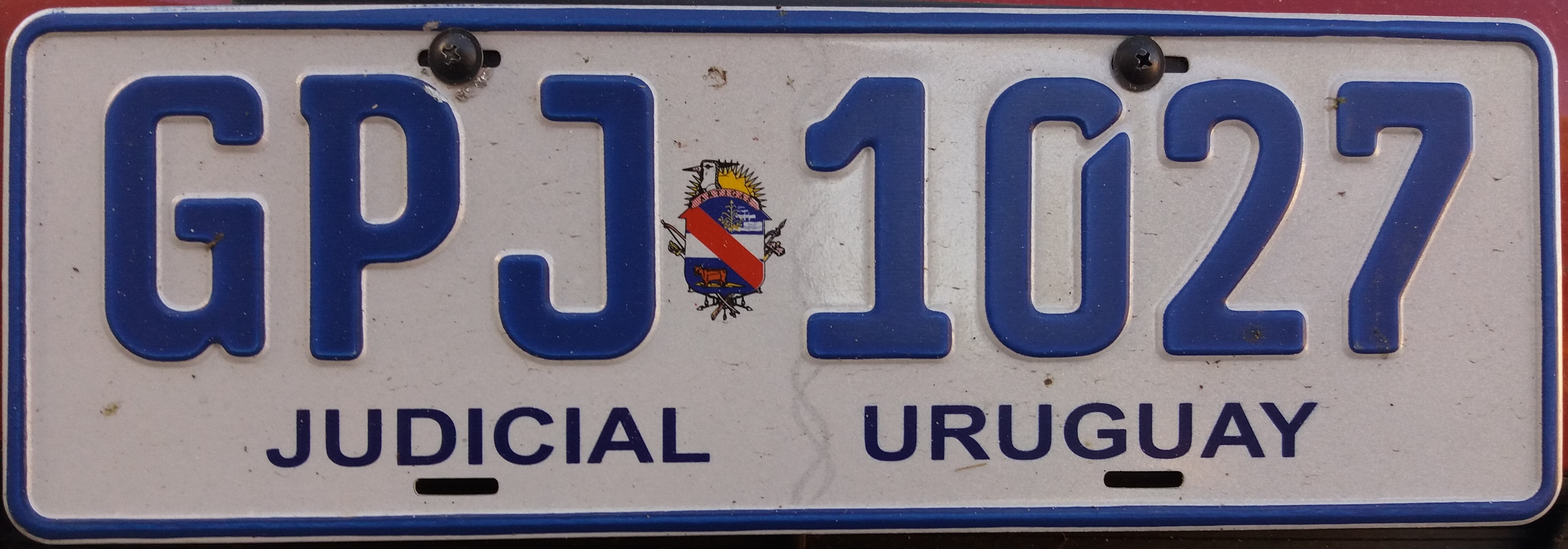
Poder Judicial de Artigas.
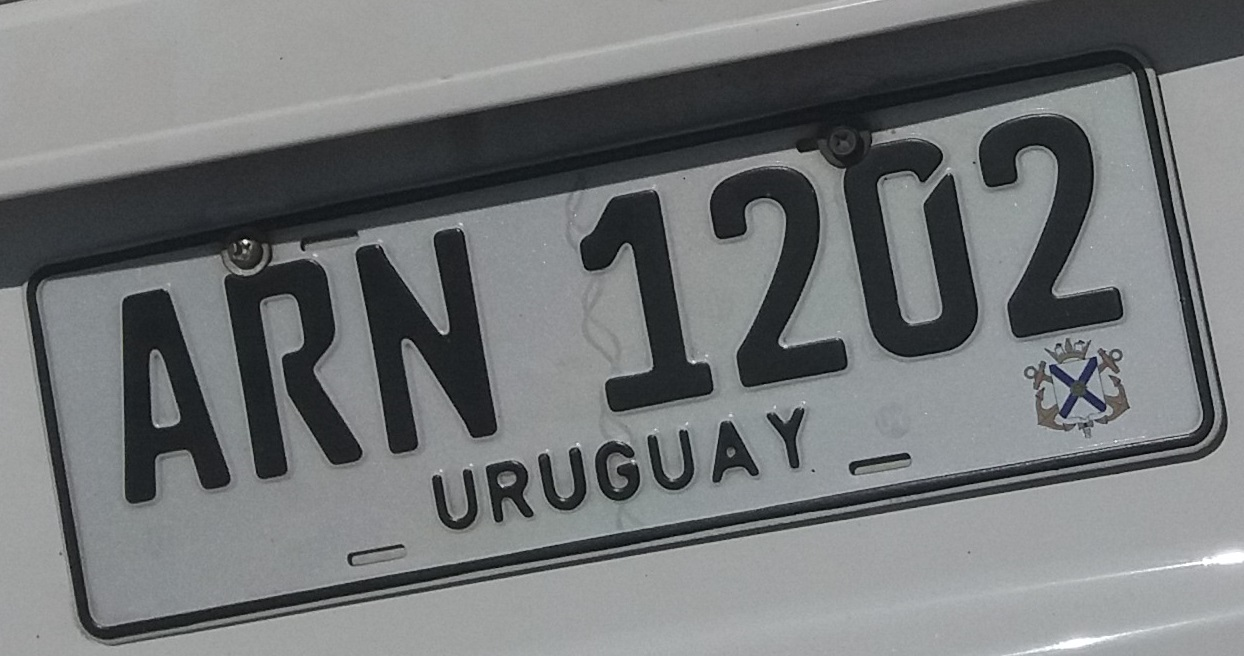
Armada Nacional.
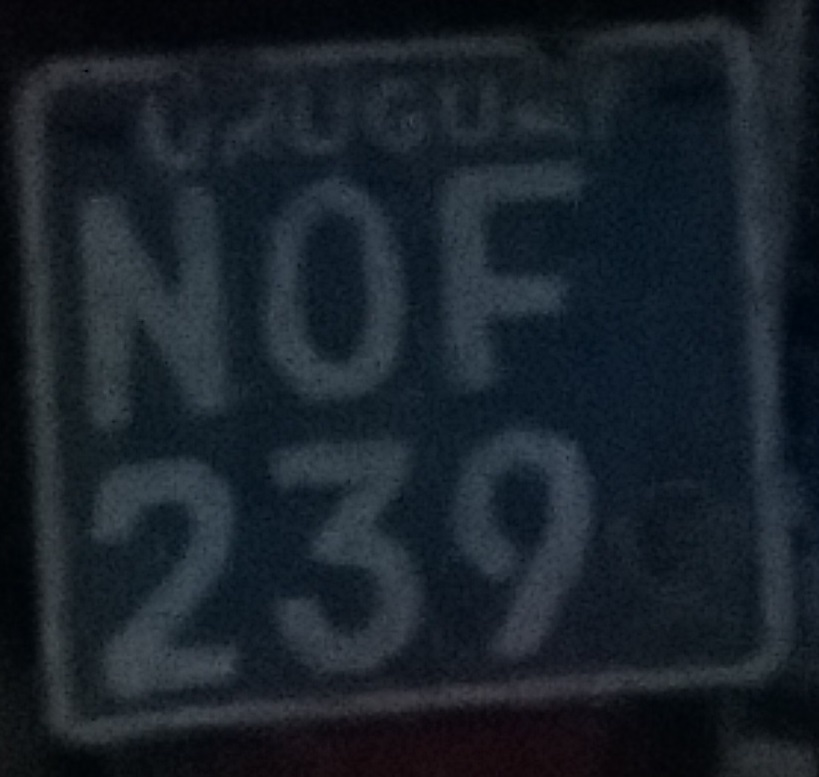
Moto Oficial
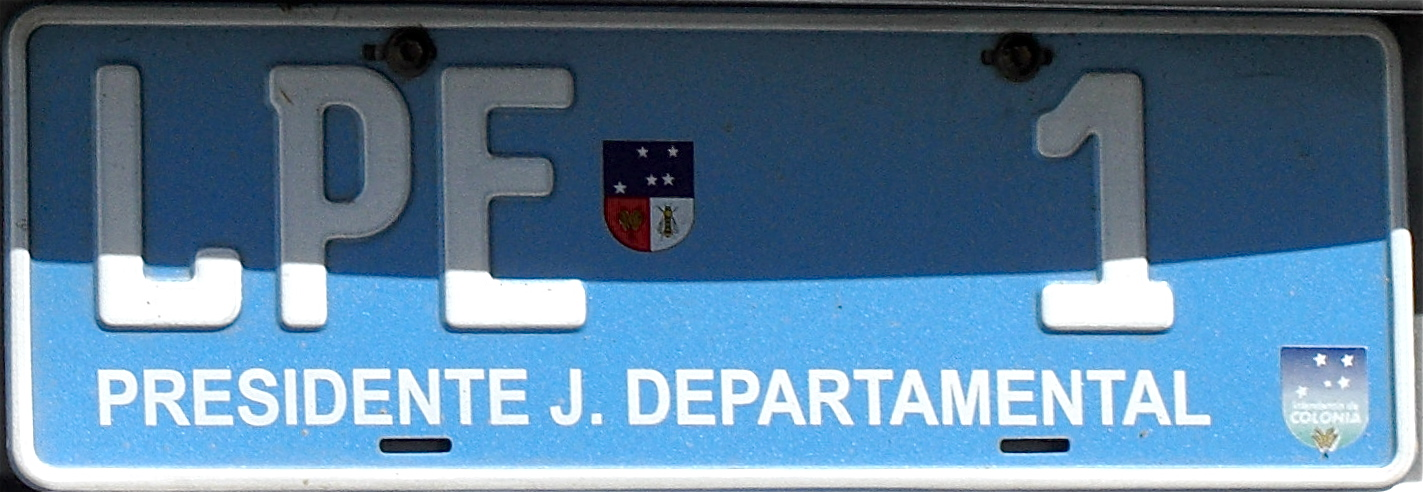
Presidente Junta Departamental de Colonia.
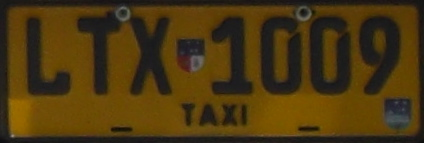
Taxi de Colonia.